# Samplekanon
Samplekanon is een Nederlandstalig online literair tijdschrift. Het werd in 2012 opgericht door Frank Keizer, Maarten van der Graaff en Daniël Labruyère. De redactie bestaat anno 2025 uit Keizer en Van der Graaff, Femke Zwiep en Ka(a)te Dejonckheere. In de woorden van Keizer verzet het zich tegen "het al te gestileerde, al te mooie, al te poëtische". Het tijdschrift wil een podium zijn voor goede teksten die nog niet gelezen worden. Poëzie krijgt op Samplekanon de ruimte schurend, lelijk, wrang en agressief te zijn.
Er wordt samengewerkt met soortgelijke literaire magazines uit andere taalgebieden, waaronder Babelsprech (Duits) en Full Stop (Engels). Voor deze tijdschriften verzorgde het een overzicht van de hedendaagse Nederlandse en Vlaamse poëzie.
In 2018 ontving Samplekanon de Lokienprijs. De jury roemde de onorthodoxe houding en noemde het tijdschrift "een prachtvoorbeeld van hoe experimenten nog steeds eigentijds en spannend kunnen zijn."
Debutanten waren onder meer Çağlar Köseoğlu, Hannah van Binsbergen en Arthur Eaton.